# Johannes Böhm (Mathematiker)
Johannes Böhm (* 11. September 1925 in Chemnitz; † 20. Dezember 2022) war ein deutscher Mathematiker und Hochschullehrer.

## Leben
Nach dem Schulbesuch studierte er Mathematik an der Universität Leipzig und erlangte 1953 den Abschluss als Diplom-Mathematiker. 1957 promovierte er zum Dr. rer. nat., 1962 habilitierte er sich. 1962 wurde er Dozent an der Friedrich-Schiller-Universität Jena und dort 1964 zum Professor mit Lehrauftrag für Geometrie ernannt. 1991 wurde er emeritiert.

## Schriften (Auswahl)
- On a Coxeter theorem. Jena 2014.
- Schönheit und Harmonie geometrischer Formen. Akademie-Verlag 1991.
- Axiomatischer Aufbau der euklidischen Geometrie. Deutscher Verlag d. Wiss., Berlin 1985
- Polyedergeometrie in n-dimensionalen Räumen konstanter Krümmung. Basel 1981.
- Polyedergeometrie in n-dimensionalen Räumen konstanter Krümmung. Berlin 1980.